# Тагави, Мехди
Мехди́ Саде́г Тагави́ Кермани́ (перс. مهدى صادق تقوى كرمانى‎), более известный как Мехди́ Тагави́ (перс. مهدی تقوی‎; род. 20 февраля 1987 года, Савадкух, провинция Мазендаран, Иран) — иранский борец вольного стиля, неоднократный чемпион мира и Азии, победитель и призёр Кубков мира.

## Спортивные результаты
- Чемпион мира (2009, 2011)
- Победитель Кубка мира (2009), серебряный призёр Кубков мира (2007, 2012)
- Серебряный призёр Азиатских игр (2010)
- Чемпион Азии (2009, 2012), бронзовый призёр чемпионата Азии (2007)
- Выступал на Олимпийских играх 2008 года в Пекине (10 место) и на Олимпийских играх 2012 года в Лондоне (14 место)
- Победитель Олимпийского квалификационного турнира в Мартиньи (2008)
- Победитель турнира Голден Гран-при в Тбилиси (2010)
- Победитель турнира Гран-при Испании в Мадриде (2012)
- Чемпион мира среди юниоров (2007)
- Чемпион Азии среди юниоров (2006)
- Чемпион Азии среди кадетов (2004), бронзовый призёр чемпионата Азии среди кадетов (2003)

### Видео
- Чемпионат мира 2009, вольная борьба, до 66 кг, финал: Расул Джукаев (Россия) — Мехди Тагави (Иран)
- Чемпионат мира 2011, вольная борьба, до 66 кг, финал: Тацухиро Ёнэмицу (Япония) — Мехди Тагави (Иран)